# SV Rottenmann
Der SV Rottenmann (Kurzform: SVR) ist ein österreichischer Fußballverein aus der steirischen Bergstadt Rottenmann. Der größte Erfolg in der Vereinsgeschichte war der Vizemeistertitel 1973/74 in der Steirischen Landesliga, die damals Teil der dritthöchsten Spielklasse in Österreich war. Der Verein zählt derzeit etwa 350 Mitglieder. Die erste Mannschaft spielt derzeit in der Oberliga.

## Geschichte
Der SV Rottenmann wurde im Jahr 1929 von dem aus Knittelfeld stammenden und an der Hauptschule Rottenmann unterrichtenden Lehrer Eduard Deutschmann gegründet. Der spätere Direktor brachte auch die ersten Dresse, bereits in den Vereinsfarben Schwarz-Rot gehalten, als Geschenk vom Bruderverein Red Star Knittelfeld mit. Als Gründungsmitglieder standen Obmann Eduard Deutschmann die Sportidealisten Fritz Ploder, Eduard Krek, Karl Geißler, Franz Wakonig, Franz Goltner, Karl Maier, Fritz Behrend und die Brüder Widi helfend zur Seite. Das erste offizielle Heimspiel wurde im Rahmen eines Sportfestes 1931 gegen AAC Bruck ausgetragen.
Im Februar 1934 wurde der Verein aufgelöst, gründete sich aber im Herbst desselben Jahres unter dem Namen ASK Rottenmann neu. Nach Ende des Zweiten Weltkrieges wurde der Verein wieder auf den Gründernamen SV Rottenmann umgetauft.
Nach wechselvollen Jahren in der 1. und 2. Klasse schaffte der Verein im Jahre 1960 den Aufstieg in die Unterliga Nord. In der Saison 1971/72 gelang dem SV Rottenmann unter Trainer Hans Präpasser mit dem erstmaligen Aufstieg in die steirische Landesliga die bis dahin beste Leistung in der Vereinsgeschichte. Bereits im zweiten Jahr nach dem Aufstieg errang die Mannschaft den Herbstmeistertitel, nach einem schwachen Frühjahr reichte es schlussendlich zum Vizemeistertitel hinter dem Deutschlandsberger SC. Die gleiche Situation wiederholte sich in der Saison 1998/99, hier wurde der SV Rottenmann unter Trainer Ivo Gölz mit acht Punkten Vorsprung Herbstmeister, aber wie schon in den siebziger Jahren verspielte die Mannschaft im Frühjahr das Punktepolster und musste sich so wiederum mit Platz zwei, dieses Mal hinter dem FC Zeltweg, begnügen. Diese beiden Landesligavizemeistertitel sind auch die größten Erfolge in der Vereinsgeschichte des SVR.
In der Saison 1975/76 stieg die Mannschaft wieder in die Unterliga ab, nach sieben Saisonen in dieser Klasse gelang im Jahre 1984/85 mit Trainer Manfred Schweinegger der Wiederaufstieg. Im Jahre 1988/89 folgte erneut der Abstieg, diesmal dauerte es aber nur vier Jahre, bis der SV Rottenmann unter der Regie des ehemaligen Sturm-Graz-Spielers Fredl Wirth 1993 erneut den Sprung in die höchste steirische Spielklasse schaffte. Am Ende der Saison 2006/07 musste der SV Rottenmann den Abstieg in die Oberliga Nord antreten. Diesen Abstieg nutzte der Verein zum kompletten Umbau der Mannschaften. Sechs Nachwuchsspieler aus dem eigenen Nachwuchsleistungszentrum wurden in den Kader geholt und waren in der darauffolgenden Saison die jüngste Kampfmannschaft der Oberliga.
Im Nachwuchsbereich werden mehr als 100 Jungen und Mädchen in sieben Altersklassen von 14 Trainern betreut. Vier Nachwuchsmannschaften nehmen an der regionalen Meisterschaft im Kinderfußball (U8 bis U12) teil und drei Nachwuchsteams spielen als Spielgemeinschaft NZ Paltental in der Jugendfußball-Meisterschaft (U13 bis U17), davon eine in der steirischen Leistungsklasse.
Der größte Erfolg im Nachwuchsbereich ist der steirische U-18 Meistertitel im Jahre 1997, bei dem die Mannschaft 1997 unter Leitung von Trainer Emmerich Seebacher im entscheidenden Spiel Sturm Graz mit 4:0 bezwingen konnte. 2005 wurde das Nachwuchsleistungszentrum Paltental gegründet. Das Nachwuchsleistungszentrum wird in Form einer Spielgemeinschaft geführt und hat seit der Gründung im Jahr 2005 immer an der  Meisterschaft der steirischen Leistungsklassen teilgenommen. In  dieser kurzen Zeit wurde zweimal die Qualifikation zur Nachwuchs-Landesliga geschafft und dreimal der Torschützenkönig gestellt.
Die Frauenmannschaft spielt als Städtische Betriebe Rottenmann/Lassing in der Steirischen Frauenoberliga.
Im Juni 2019 wurde der SVR Oberliga Nord Meister und schaffte somit wieder den Aufstieg in die steirische Landesliga.

## Stadion
Im Jahre 1992 wurde mit einem Freundschaftsspiel gegen SK Rapid Wien vor 2200 Zuschauern das neue Paltenstadion eröffnet. Die Sportanlage umfasst auch einen Kunstrasenplatz mit Flutlicht sowie einen Funcourt. Weiters befindet sich im Sport- und Vereinshaus auch ein Turnsaal.

## Erfolge
- Vizemeister der Landesliga Steiermark: 1974, 1999